# Pianotråd

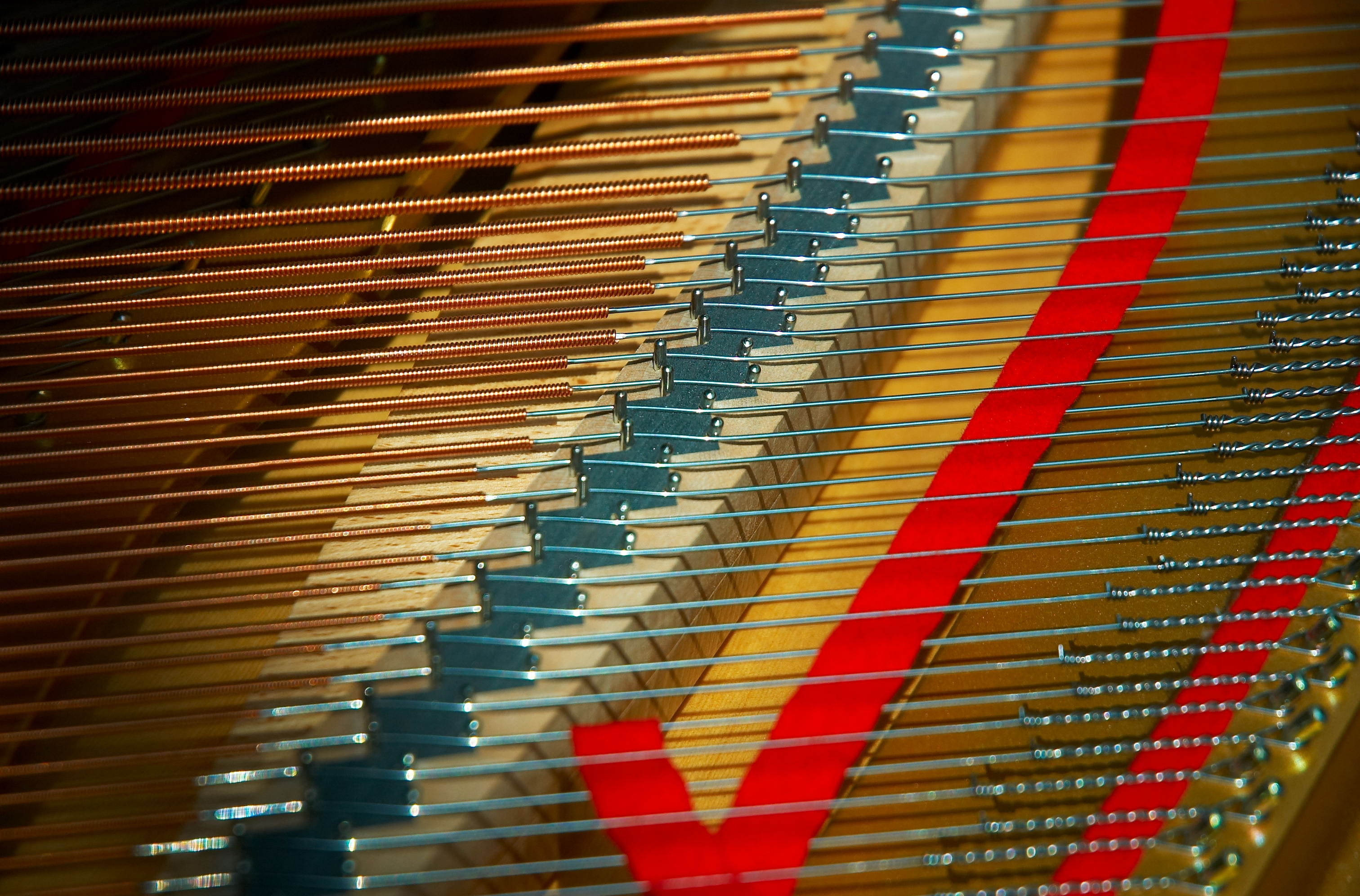
Pianosträngar i en flygel
- De egentliga pianotrådarna är det som avslutas till höger
- Till vänster syns pianotrådar med omspinning med koppartråd av olika tjocklek
- Till höger rött filtband för att dämpa oönskade medsvängningar, som skulle försämra instrumentets klang; i värsta fall ge en falsk delton

Pianotråd är en tråd av kolstål som genom kalldragning och värmebehandling fått en hög hållfasthet. Den används bland annat i musikinstrument och olika typer av fjädrar. Draghållfastheten är betydligt högre än för vanligt härdat kolstål.
Pianotråd används bland annat till pianosträngar. När pianotråden är omspunnen bildas en pianosträng. Omspinningen gör att strängen för en viss resonansfrekvens (ton) kan göras kortare, än den eljest skulle behöva göras för att ge samma frekvens.
Ordet "pianotråd" är belagt i svenskan sedan 1868.